# Bajo las nieblas de Asturias
Bajo las nieblas de Asturias es una película española muda estrenada el 19 de febrero de 1927 en el Teatro Eslava de Madrid. Fue dirigida por Manuel Noriega y protagonizada por Fernando Argüelles, Carmen Cremades, Basilia Martínez y Adosinda Montoto entre otros.
Adapta un cuento asturiano de Julio Peinado en el marco del incomparable escenario de los paisajes de Asturias. Fue rodada en Cabrales, Covadonga, Villamayor, Valle de Piloña, San Esteban de Pravia, El Musel y Pajares. También contiene escenas mineras. La película tuvo gran éxito en su época y hasta el mismo rey Alfonso XIII estuvo tan interesado que una copia fue proyectada en el Palacio de Oriente

## Reparto
- Fernando Argüelles
- Carmen Cremades
- Basilia Martínez
- Adosinda Montoto
- Fernando Montoto
- Lina Moreno
- Juan Nadal
- Manuel Noriega
- Marcelino Rodríguez
- José Suárez Pinón
- Carlos Verger